# Frederick Law Olmsted
Frederick Law Olmsted (Hartford, 26 aprile 1822 – Belmont, 28 agosto 1903) è stato un architetto del paesaggio e urbanista statunitense.

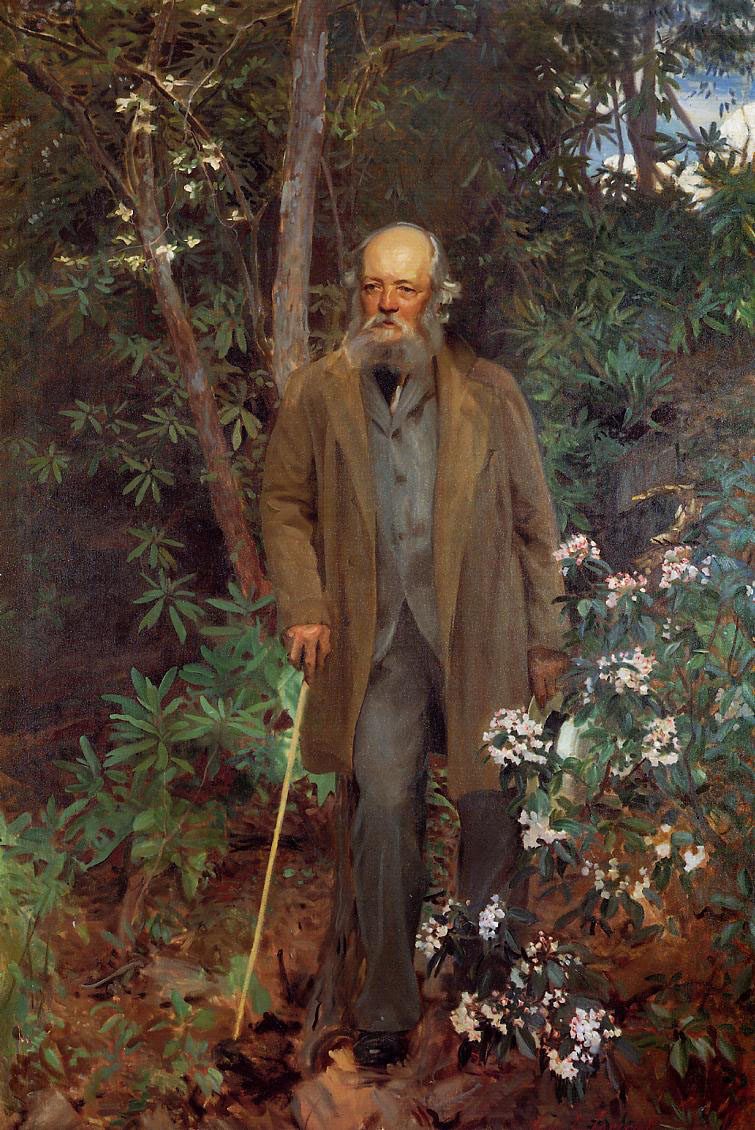
Ritratto di Frederick Law Olmsted ad opera di John Singer Sargent (1895)

Contrariamente a quanto si crede, non ebbe una formazione come architetto paesaggista, ma esordì come giornalista interessato allo studio scientifico e tecnico dei problemi ambientali; quando progettò Central Park conosceva le piante poco più dei suoi utenti. Nel 1857 fonda uno studio con C. Vaux con cui collabora fino al 1872, realizzando il progetto per il Central Park di New York (1857), giardino all'inglese su vasta scala, il Prospect Park di Brooklyn (1865-88), il piano generale del complesso dell'università di Berkeley (1866), il progetto per il villaggio di Riverside nell'Illinois (1868-69) e molti parchi a Brooklyn, New Britain, Fall River e Filadelfia. Svolse inoltre attività di sostegno per la formazione di parchi nazionali e per la tutela dell'ambiente, fu responsabile della conservazione dell'area delle cascate del Niagara (1869-83). Con il collega Henry Sargent Codman e John Wellborn Root si occupò della progettazione paesaggistica dell'Esposizione Colombiana di Chicago (1893).